# Sportler des Jahres 1970 (Deutschland)
Die Sportler des Jahres 1970 in der Bundesrepublik Deutschland wurden am 18. Dezember im Kurhaus Baden-Baden ausgezeichnet. Veranstaltet wurde die Wahl zum 24. Mal von der Internationalen Sport-Korrespondenz (ISK). 577 Sportjournalisten gaben ihre Stimmen ab. Für den durch einen Wettkampf in den Vereinigten Staaten verhinderten Sieger Hans Fassnacht nach stellvertretend Folkert Meeuw den Preis entgegen. Fassnacht war nach Gottfried von Cramm (1947 und 1948), Hans Günter Winkler (1955 und 1956) und Gerhard Hetz (1962 und 1963) der vierte Sportler, der diese Ehrung zum zweiten Mal in Folge in Empfang nahm. Der im September 1970 tödlich verunglückte Formel-1-Weltmeister Jochen Rindt erhielt bei der Sportlerwahl postum 45 Stimmen (22. Platz).

## Männer
|     | Sportler             | Sportart       | Punkte | Erfolge 1970 |
| --- | -------------------- | -------------- | ------ | --- |
| 1.  | Hans Fassnacht       | Schwimmsport   | 1735   | Sechs Gold- und zwei Silbermedaillen bei den Schwimmeuropameisterschaften 1970                                                        |
| 2.  | Uwe Seeler           | Fußball        | 1432   | Fußball-Weltmeisterschaft 1970 (insbesondere das „Jahrhundertspiel“); Rekordnationalspieler und deutscher Fußballer des Jahres        |
| 3.  | Friedrich Wessel     | Fechten        | 0813   | Weltmeister im Florettfechten |
| 4.  | Josef Schwarz        | Leichtathletik | 0638   | Weltjahresbestleistung, Europarekord und deutscher Rekord im Weitsprung mit 8,35 m; Deutscher Meister im Weitsprung                   |
| 5.  | Gerd Müller          | Fußball        | 0548   | Torschützenkönig der Fußball-Weltmeisterschaft 1970, WM-Dritter und Torschützenkönig der Bundesliga                                   |
| 6.  | Christian Kuhnke     | Tennis         | 0502   | Mit der Mannschaft im Davis-Cup-Endspiel                                                                                              |
| 7.  | Harald Norpoth       | Leichtathletik | 0366   | Deutscher Meister im 5000-Meter-Lauf sowie 3-Kilometer-Waldlauf sowie mit der Mannschaft im Waldlauf und der 4-mal-1500-Meter-Staffel |
| 8.  | Berti Vogts          | Fußball        | 0296   | Deutscher Meister mit Borussia Mönchengladbach                                                                                        |
| 9.  | Gottfried Kustermann | Sportschießen  | 0256   | Weltmeister im Luftgewehrschießen und mit 387 Ringen Weltrekord                                                                       |
| 10. | Thomas Zacharias     | Leichtathletik | 0215   | Deutscher Hallenmeister im Hochsprung und als erster westeuropäischer Springer über 2,20 m                                            |

## Frauen
|     | Sportlerin                   | Sportart       | Punkte | Erfolge 1970 |
| --- | ---------------------------- | -------------- | ------ | --- |
| 1.  | Heide Rosendahl              | Leichtathletik | 1539   | Vizeeuropameisterin, Europacupsiegerin und Gold bei der Universiade im Weitsprung sowie Weltrekord mit 6,84 m; Deutsche Meisterin im Weitsprung und Fünfkampf |
| 2.  | Ingrid Mickler-Becker        | Leichtathletik | 0360   | Mit 11,3 s Deutsche Meisterin und DLV-Rekord im 100-Meter-Lauf; Vizemeisterin im Weitsprung und Fünfkampf                                                     |
| 3.  | Renate Breuer Roswitha Esser | Kanusport      | 0342   | Weltmeister im Zweier-Kajak |
| 4.  | Helga Niessen                | Tennis         | 0274   | Finalistin der French Open und mit der Mannschaft im Federation Cup 1970                                                                                      |
| 5.  | Uta Frommater                | Schwimmsport   | 0225   | Silbermedaille über 100 Meter Brustschwimmen und Bronze mit der 4-mal-100-Meter-Lagenstaffel bei den Schwimmeuropameisterschaften                             |
| 6.  | Liselott Linsenhoff          | Dressurreiten  | 0194   | Silbermedaille im Einzel und mit der Mannschaft bei den Weltmeisterschaften 1970                                                                              |
| 7.  | Christel Frese               | Leichtathletik | 0149   | Deutsche Meisterin und Deutscher Rekord im 400-Meter-Lauf; Silbermedaille im Europa-Cup und Vizeeuropameisterin in der Halle                                  |
| 8.  | Helga Hösl-Schultze          | Tennis         | 0107   | Internationale Deutsche Meisterin und Deutsche Meisterin; mit der Mannschaft im Endspiel des Federation Cup                                                   |
| 9.  | Annemarie Flaig              | Kunstradfahren | 0091   | Weltmeisterin und Deutsche Meisterin im Einer-Kunstradfahren                                                                                                  |
| 10. | Christine Kreutzfeldt        | Rollkunstlauf  | 0051   | Weltmeisterin |

## Mannschaften
|     | Sportler                                                                         | Sportart     | Punkte | Erfolge 1970                                         |
| --- | -------------------------------------------------------------------------------- | ------------ | ------ | ---------------------------------------------------- |
| 1.  | Fußballnationalmannschaft                                                        | Fußball      | 1237   | Dritter Platz bei der Fußball-Weltmeisterschaft 1970 |
| 2.  | Davis-Cup-Mannschaft                                                             | Tennis       | 0561   | Davis-Cup-Endspiel                                   |
| 3.  | Bodensee-Vierer (Berger, Färber, Auer, Bierl, Voncken)                           | Rudern       | 0453   | Weltmeister                                          |
| 4.  | Hockeynationalmannschaft                                                         | Hockey       | 0291   | Europameister                                        |
| 5.  | VfL Gummersbach                                                                  | Handball     | 0267   | Sieger im Europapokal der Landesmeister              |
| 6.  | Bahnrad-Vierer (Claußmeyer, Haritz, Hempel, Vonhof)                              | Radsport     | 0240   | Weltmeister in der Mannschaftsverfolgung (Amateure)  |
| 7.  | 4-mal-200-Meter-Kraulstaffel der Männer (Meeuw, Lampe, von Schilling, Fassnacht) | Schwimmsport | 0117   | Europameister und Europarekord                       |
| 8.  | Borussia Mönchengladbach                                                         | Fußball      | 0108   | Deutscher Meister                                    |
| 9.  | Viererbob (Utzschneider, Bader, Steinbauer, Zimmerer)                            | Bobsport     | 0032   | Vizeweltmeister                                      |
| 10. | Frauenhandballteam des 1. FC Nürnberg                                            | Handball     | 0025   | Deutscher Hallenhandballmeister                      |